# Falla de Calaveras
La Falla de Calaveras (en inglés: Calaveras Fault) es una rama importante de la falla de San Andrés que se encuentra en el norte de California en la bahía de San Francisco, Estados Unidos. Al este de la falla Hayward - Rodgers Creek, la falla de Calaveras se extiende 123 kilómetros (76 millas), extendiéndose de la falla de San Andrés, cerca de Hollister y terminado en Danville en su extremo norte. Se desarrolla al este de la San Andrés, divergente de ella en las proximidades de Hollister, California, y es responsable de la formación de la Valle Calaveras. Entre la falla de San Andrés y la falla de Calaveras se encuentra la falla de Hayward, que está al este de San José, California. Al este se encuentra la Falla Clayton-Marsh Creek-Greenville. Estas cuatro estructuras de falla son algunas de las principales fallas en California en la latitud de San Francisco. Todas son fallas de desgarre laterales de movimiento recto.
La falla fue llamada así por el arroyo Calaveras en el Condado de Santa Clara al este de San José, donde fue identificada por primera vez.